# Franz Kindermann (poslanec Moravského zemského sněmu)
Franz Kindermann (18. července 1823 Rýmařov – 4. října 1894 Frýdlant nad Moravicí) byl rakouský politik německé národnosti z Moravy; poslanec Moravského zemského sněmu.

## Biografie
Narodil se v domě čp. 200 v Rýmařově. Jeho otcem byl Fidelius Kindermann, majitel dědičné rychty v Ondřejově, matkou Theresia rozená Lumpe z Rýmařova. Franz byl držitelem dědičné rychty v Ondřejově (Andersdorf). Zasloužil se o pozvednutí rolnického stavu ve svém regionu. Jeho statek v Andersdorfu patřil mezi vzorové zemědělské podniky. Byl předsedou zemědělského spolku pro Rýmařov a Frýdlant. V roce 1881 mu moravsko-slezská společnost pro podporu zemědělství udělila stříbrnou medaili.
V 60. letech se zapojil i do vysoké politiky. V zemských volbách roku 1861 byl zvolen na Moravský zemský sněm, za kurii venkovských obcí, obvod Šternberk, Rýmařov. Rezignoval roku 1863. Na sněm se vrátil po dlouhé přestávce až v zemských volbách roku 1884, za týž obvod. V roce 1884 se uvádí jako kandidát tzv. Ústavní strany, liberálně a centralisticky orientované.
Zemřel v říjnu 1894. Příčinou úmrtí byla stařecká sešlost (marasmus senilis). Bylo mu 71 let.
Jeho synem byl Otto Kindermann, který počátkem 20. století rovněž zasedal na Moravském zemském sněmu.